# Sulcacis lengi
Sulcacis lengi là một loài bọ cánh cứng trong họ Ciidae. Loài này được Dury miêu tả khoa học năm 1917.